# Achlamys uniformis
Achlamys uniformis là một loài bọ cánh cứng trong họ Cleridae. Loài này được C.O.Waterhouse miêu tả khoa học đầu tiên năm 1879.